# Cibory (jezioro)
Jezioro Cibory – jezioro położone w gminie Ostróda na południe od wsi Kajkowo, pomiędzy osadami Cibory i Lesiak Ostródzki. Połączone kanałem z jeziorem Morliny. Nazywane również jeziorem Sędzowskim lub Szędzowskim.